# Belgravia
Belgravia – ekskluzywna dzielnica mieszkaniowa położona w środkowej części Londynu, na terenie gminy City of Westminster, a częściowo także na obszarze Royal Borough of Kensington and Chelsea. Dzielnica rozciąga się pomiędzy ulicami Sloane Street na zachodzie, Knightsbridge na północy, Grosvenor Place na wschodzie oraz Ebury Street bądź Pimlico Street na południu.
Od 1677 roku obszar ten, wówczas niezabudowany, był własnością baronetów Grosvenor (późniejszych książąt Westminster). Obecna zabudowa powstała w pierwszej połowie XIX wieku. Do dziś część budynków pozostaje własnością Grosvenor Group, spółki należącej do rodziny Grosvenor. Belgravia jest jedną z najdroższych dzielnic mieszkaniowych w Wielkiej Brytanii. Swoje siedziby na terenie dzielnicy mają liczne ambasady, a do jej mieszkańców należeli m.in. Margaret Thatcher i Roman Abramowicz.
Na zachód od Belgravii leżą dzielnice Knightsbridge i Chelsea, na północ Hyde Park, na wschód Green Park i Victoria a na południowy wschód Pimlico. Opodal ku wschodowi znajduje się Buckingham Palace.
Na terenie dzielnicy oraz w jej sąsiedztwie rozlokowane są cztery stacje metra – Hyde Park Corner, Knightsbridge, Sloane Square oraz Victoria. W pobliżu znajduje się także dworzec kolejowy Victoria Station (na południowym wschodzie) oraz autobusowy Victoria Coach Station (na południu).